# Edwin Gilbert
Edwin „Eddie“ Fisher Gilbert (* 22. Juni 1929 in Beaumont, Texas; † 7. November 2020 in Parker, Colorado) war ein Schwimmer aus den Vereinigten Staaten.

## Karriere
Edwin Gilbert war 1948 Meister der Amateur Athletic Union über 200 Meter Freistil. Bei den Olympischen Spielen 1948 in London qualifizierte sich die 4-mal-200-Meter-Staffel aus den Vereinigten Staaten in der Besetzung Bob Gibe, William Dudley, Edwin Gilbert und Eugene R. Rogers als zweitschnellste Staffel hinter den Ungarn für das Finale. Im Staffelfinale traten vier Schwimmer an, die im Vorlauf nicht dabei gewesen waren. Walter Ris, James McLane, Wallace Wolf und William Smith gewannen die Goldmedaille in der Weltrekordzeit von 8:46,0 Minuten mit 2,4 Sekunden Vorsprung vor den Ungarn und 22 Sekunden Vorsprung vor den drittplatzierten Franzosen. Die Schwimmer aus dem Vorlauf erhielten nach den bis in die 1980er Jahre gültigen Regeln keine Medaille.
Während seines Studiums an der University of Texas besuchte Gilbert auch das Reserve Officer Training Corps der United States Navy. Nach seiner Graduierung diente er in Japan, Korea und Hongkong. 1954 verließ Gilbert die Navy und machte Karriere in der Ölindustrie. Daneben unterstützte er gemeinnützige Einrichtungen insbesondere für Veteranen des US-Militärs.